# ديتر زيباخ
ديتر زيباخ كيميائي ألماني معروف بتركيبه البوليمرات الحيوية والمتشعبات، وإسهاماته في الكيمياء الفراغية. ولد في 31 أكتوبر 1937 في كارلسروه. درس الكيمياء في معهد كارلسروه للتكنولوجيا تحت إشراف رودولف كريجي وفي جامعة هارفارد وأنهاها تحت إشراف إلياس كوري في عام 1969. بعد تأهيله أصبح أستاذا للكيمياء العضوية في جامعة جيسن. بعد ست سنوات، عُين أستاذًا في المعهد الفدرالي السويسري للتكنولوجيا في زيورخ حيث عمل حتى تقاعده في عام 2003.

## عمل
عمل زيباخ على كيمياء تشعبات وعلى تخليق بيتا الببتيدات. كان لتطوير انقلاب القطبية ‏، وهو انعكاس قطبي لمجموعة كربونيل، كان لـبروبان 1،3-ديثيول ‏ وكوري تأثير كبير على التوليف العضوي، وبعد ذلك سُمي تفاعل كوري-زيباخ ‏ على اسمهما.

## الجوائز
- 2000 جائزة مارسيل بينويست.[10]
- 2003 جائزة تتراهدرون للإبداع في الكيمياء العضوية والكيمياء الطبية الحيوية.[11]
- 2004 جائزة ريوجي نويوري.[12]
- 2019 جائزة آرثر سي كوب.[13]

## روابط خارجية
- مقال على Seebach من عام 2003
- صفحة Seebach الرئيسية في ETH